# Mauldin High School
Mauldin High School er en high school i den amerikanske by Mauldin som blev grundlagt i 1927. Skolen har 2,113 studenter, og den nuværende skoleinspektør er Scott Rhymer. Mauldin High School er den største skole i Greenville County School District.

## Sport
Mauldins sportgruppe er kendt som "Mauldin Mavericks". Mauldins rival i sport er de Hillcrest High School Rams. Mauldins skole- og sportmaskot er et tamkvæg.

## Bemærkelsesværdige alumner
- Kevin Garnett
- Orlando Jones
- Scott Wingo

| Skole | Spire Denne artikel om en skole, en uddannelsesinstitution eller uddannelse er en spire som bør udbygges. Du er velkommen til at hjælpe Wikipedia ved at udvide den. |

34°47′37″N 82°17′18″V / 34.7937°N 82.2882°V